# Hugo Maihak
Hugo Maihak (* 19. Mai 1858 in Myslowitz, Oberschlesien; †  22. November 1912 in Hamburg) war ein deutscher Unternehmer, der durch seine Unternehmensphilosophie maßgeblich dazu beigetragen hat, den Maßstab der „deutschen Wertarbeit“ zu etablieren. Die nach ihm benannten Maihak-Indikatoren werden noch heute auf vielen Schiffen eingesetzt und sehr viele Silos sind bis heute mit Maihak-Bunkerstand-Anzeigern (kurz: MBA) ausgestattet.

## Biografie
Hugo Maihak wurde als Sohn wohlhabender Eltern in dem damals etwa 4000 Einwohner zählenden Myslowitz (Oberschlesien) geboren. Den für damalige Verhältnisse sehr aufgeschlossenen Eltern und einer stabilen Familienbindung hat es Hugo Maihak zu verdanken, dass ihm eine akademische Berufsausbildung quasi in die Wiege gelegt worden war. Nach der Grundschule besuchte er die etwa 160 km entfernte, 1863 neu eröffnete Gewerbeschule in Brieg (Brzeg).  Schnell stellte sich heraus, dass Hugo Maihak mit großem technischem und kaufmännischem Verständnis eine Ingenieursausbildung anstrebte. Seine Eltern schickten ihn daher 1877 auf die Bauakademie nach Berlin, die ein Jahr darauf in Bauakademie und Gewerbeinstitut umbenannt wurde. Hieraus entstand später die Technische Hochschule Charlottenburg, die Vorläuferin der TU Berlin.
Hugo Maihak studierte bis 1883 Maschinenbau-Ingenieurwesen, ein bis dahin noch recht neuer Bereich der Technischen Wissenschaften der Bauakademie Berlin. Er lernte dort die neuen Erfindungen kennen: den elektromagnetischen Telegrafen, eine gemeinsame Entwicklung des Mathematikers Carl Friedrich Gauß mit dem Physiker Wilhelm Eduard Weber (1804–1891); die Maßeinheit für Widerstand, herausgefunden von Georg Simon Ohm (1789–1854) und die erste Kohlefadenglühlampe des Feinmechanikers Heinrich Goebel (1818–1893). Mit der Generation ähnlicher Erfinder arbeitete er später persönlich zusammen: mit Nikolaus August Otto, mit Ernst Werner von Siemens, Gottlieb Daimler, Carl Benz (1844–1929) oder Wilhelm Maybach.
Hugo Maihak erlebte zwar die Anfänge seines eigenen Unternehmens, das er in Hamburg auf eigenem Grund und Boden gründete, starb aber schon im Alter von 54 Jahren am 22. November 1912.

## Leistungen

Aktie über 1000 RM der H. Maihak AG vom November 1941

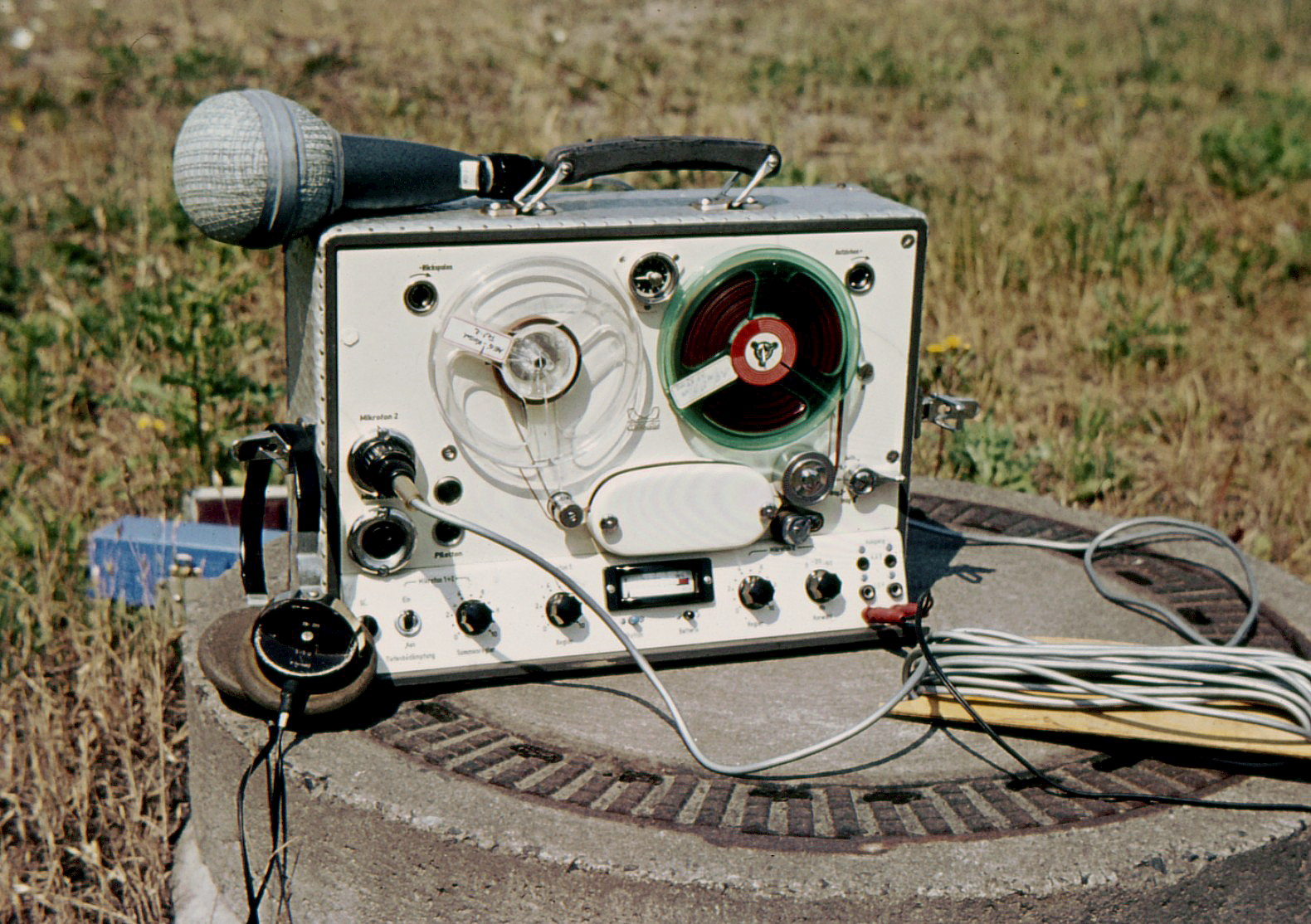
Maihak Reportofon MMK 6. Netzunabhängiges Tonbandgerät

Schon während seines Studiums in Berlin war Hugo Maihak von Messtechnik in Verbindung mit Feinmechanik fasziniert. Nach seinem Studium verbesserte er die Konstruktion des Maschinen-Indikators, den der englische Mechaniker und Instrumentenmacher James Watt im Zusammenhang mit der Verbesserung der Dampfmaschine eingesetzt hatte. Mit dem Druckdiagramm-Schreiber, wie der Maihak-Indikator auch genannt wurde, konnte der Verlauf des Dampfdruckes im Zylinder einer Kolbenmaschine (z. B. Schiffsmotor) sehr präzise aufgezeichnet werden. In diese Zeit fällt auch der Umzug von Berlin nach Hamburg.
Im Hafen von Hamburg fand Hugo Maihak die Kunden, die er für seine Maschinen-Indikatoren brauchte: Reedereien und Schiffseigner. Den wirtschaftlichen Grundstein für diese Entwicklung legte 1885 der Maschinen-Ingenieur Georg Klug mit seinem Partner Hugo Maihak. Sie gründeten am Rödingsmarkt in Hamburg ein technisches Büro für den Import und Vertrieb von Armaturen und Messgeräten. Als Teilhaber erwarb Maihak 1890 diesen Handelsbetrieb und nannte ihn „H.Maihak  Hamburg, Maschinengeschäft und Technisches Bureau, Apparate-Bauanstalt“. In dieser Zeit wurden Hugo Maihak viele Auszeichnungen verliehen: Goldene Medaille Kiel 1894, Goldene Medaille Lübeck 1895, Silberne Medaille Kiel 1896 und Goldene Medaille Paris 1897. In vielen Industriezweigen wurden die unterschiedlichen Versionen des Gerätes  eingesetzt; damit war der Maihak-Indikator endgültig weltweit bekannt.
Maihak erweiterte später die Produktpalette um Warmfederindikatoren des Amerikaners Geo H. Crosby aus Boston und nannte sein Unternehmen daraufhin „H.Maihak Crosby-Warenhaus“. Dort konnte man auch die bekannten Crosby-Dreiklang-Dampfpfeifen erhalten, die bald auf fast allen Schiffen zu hören waren.
Weitere Ideen, die Hugo Maihak in der Zwischenzeit zur Marktreife gebracht hatte, waren die  Maihak-Dauerschwingende-Saite-Messgeräte (MDS) und erste Studien zu einem Gasanalysator (später MONO genannt) sowie zu den noch heute bekannten Maihak Bunkerstand Anzeigern, der MBA.
Um die Jahrhundertwende vollzog sich ein entscheidender Strukturwandel des Unternehmens. Aus dem reinen Handelsbetrieb entstand nun eine Fabrikation für Armaturen und technische Messinstrumente, die Hugo Maihak im Jahre 1910 in H. Maihak Aktiengesellschaft umwandelte. Mit diesem Produktions- und Reparaturbetrieb stellte Maihak die von ihm konstruktiv verbesserten Maschinen-Indikatoren für alle Industriezweige her. Das stetige Wachstum des Unternehmens erforderte immer größere Räumlichkeiten. Maihak zog mit seiner Firma vom Rödingsmarkt in die Große Reichenstraße, mietete eine zusätzliche Fertigungshalle im Grevenweg an und ließ sich schließlich im damaligen Randgebiet Hamburgs auf eigenem Grund und Boden mit 125 Mitarbeitern in der Geibelstrasse nieder. Bald wurde ein weiteres Bürogebäude an der Semperstraße 24–38 notwendig, Hugo Maihak legte selbst den Grundstein dafür. Kurze Zeit später verstarb Hugo Maihak 1912 im Alter von 54 Jahren.
Das Unternehmen H. Maihak Aktiengesellschaft, später umbenannt in Maihak AG stellte in den folgenden Jahrzehnten bis heute  unterschiedliche „Messinstrumente und Geräte der Feinmechanik und Elektrotechnik“ her: Kraftstoffpumpen, Bügeleisen, Füllstandmessgeräte, Torsionsmessgeräte, Messgeräte für die Bauwerkkontrolle, Tonstudio-Ausstattungen wie Verstärker, geräuscharme Schieberegler, Tonbandgeräte, Ton-Übertragungsapparaturen, Gasanalysatoren, Wasseranalysatoren. Die Analysatoren werden heute weiterhin im Konzern der Sick AG produziert und weltweit vertrieben.